# Konsztantyin Andrianovics Szkacskov
Konsztantyin Andrianovics Szkacskov (Константин Андреянович Скачков; 1821–1883.) orosz diplomata, sinológus.

## Élete és munkássága
A saját, Kínában szerzett, főleg a Tajping-felkelés idején vásárolt több ezer kötetes könyvgyűjteménye képezte az alapját az Orosz Állami Könyvtár (Lenin Könyvtár) kínai részlegének.

## Fordítás
- Ez a szócikk részben vagy egészben  a(z)   Скачков, Константин Андрианович című orosz Wikipédia-szócikk ezen változatának fordításán alapul.  Az eredeti cikk szerkesztőit annak laptörténete sorolja fel. Ez a jelzés csupán a megfogalmazás eredetét és a szerzői jogokat jelzi, nem szolgál a cikkben szereplő információk forrásmegjelöléseként.